# Самош
Сомеш (Самош) (на румънски: Someş; на унгарски: Szamos) е река в Румъния (окръзи Клуж, Сълаж, Марамуреш и Сату Маре) и Унгария (област Саболч-Сатмар-Берег), ляв приток на Тиса, ляв приток на Дунав) Дължина 240 km (с лявата съставяща я река Сомешул Мик 418 km). Площ на водосборния басейн 15 015 km².
Река Сомеш се образува от сливането на двете съставящи я реки Сомешул Мик (Малък Сомеш, лява съставяща) и Сомешул Маре (Голям Сомеш, дясна съставяща), на 2300 m н.в., в югоизточната част на Трансилванското плато, източно от град Деж, в северната част на окръг Клуж в Румъния.
Река Сомешул Мик (дължина 178 km, площ на басейна 3773 km²) се образува на 522 m н.в. от сливането на реките Сомешул Калд (Топъл Сомеш, лява съставяща) и Сомешул Редже (Студен Сомеш, дясна съставяща) водещи началото си от планината Планина, югозападно от град Джилау. След това реката пресича югоизточната част на Трансилванското плато и източно от град Деж се слива с идващата отдясно река Сомешул Маре и двете заедно дават началото на река Сомеш.
Река Сомешул Маре (дължина 130 km, площ на басейна 4990 km²) води началото си от източните части на планината Родна (част от Източните Карпати)и тече в югозападна посока. При град Несеуд излиза от планината, тече по югоизточната част на Трансилванското плато и източно от град Деж се слива с идващата отляво река Сомешул Мик и двете заедно дават началото на река Сомеш.
След образуването си Сомеш тече през Трансилванското плато, като често смуня посоката си. При град Жибоу завива на север, а западно от град Бая Маре завива на запад, а след това на северозапад и протича през крайната североизточна част на Среднодунавската низина. При унгарския град Ченгер напуска Румъния и под името Самош навлиза ва унгарска територия. Влива се отляво в река Тиса (ляв приток на Дунав), на 102 m н.в., югоизточно от град Вашарошнамен в областта Саболч-Сатмар-Берег.
На север водосборният басейн на Сомеш (Самош) граничи с водосборните басейни на реките Тур и Иза (леви притоци на Тиса), на изток – с водосборния басейн на река Сирет (ляв приток на дунав), а на югоизток, юг и запад – с водосборните басейни на реките Муреш, Кьорьош и Красна (леви притоци на Тиса). В тези си граници площта на водосборния басейн на реката възлиза на 15 015 km² (9,55% от водосборния басейн на Тиса).
Основни притоци: Алмаш (68 km, ляв) и Лепуш (119 km, десен)
Река Самош има смесено подхранване, с преобладаване на снежно-дъждовното. Пълноводието ѝ е през пролетта и началото на лятото, а маловодието – в края на лятото и есента. Често явление са епизодичните летни прииждания в резултат на поройни дъждове във водосборния ѝ басейн, които причиняват големи наводниния в долината ѝ. Замръзва само в студени зими от края на декември до края на февруари. Среден годишен отток при румънския град Сату Маре 114 m³/sec.
Самош е плавателна река за плиткогазещи съдове само в най-долното си течение до град Сату Маре, където коритото ѝ е изправено и коригирано с водозащитни диги. В миналото се е използвала за транспортиране на дървен материал, а сега водите ѝ (основно в долното течение) се използват за напояване. По цялото си протежение долината ѝ е гъсто заселена, като най-големите селища са градовете Деж и сату Маре в Румъния.